# Coupe Internationale de Nice de 2014
Coupe Internationale de Nice de 2014 foi a décima nona edição da Coupe Internationale de Nice, um evento anual de patinação artística no gelo, sendo parte do calendário sênior internacional. A competição foi disputada entre os dias 15 de outubro e 19 de outubro, na cidade de Nice, França.

## Eventos
- Individual masculino
- Individual feminino
- Duplas
- Dança no gelo

## Medalhistas
| Evento                        | Ouro                                           | Prata                                        | Bronze                                      |
| Sênior                        |                                                |                                              |                                             |
| Individual masculino detalhes | Alexander Petrov · Rússia                      | Artur Dmitriev Jr. · Rússia                  | Keiji Tanaka · Japão                        |
| Individual feminino detalhes  | Elizaveta Tuktamysheva · Rússia                | Miyabi Oba · Japão                           | Isabelle Olsson · Suécia                    |
| Duplas detalhes               | Nicole Della Monica · Matteo Guarise · Itália  | Vera Bazarova · Andrei Deputat · Rússia      | Mari Vartmann · Aaron Van Cleave · Alemanha |
| Dança no gelo detalhes        | Penny Coomes · Nicholas Buckland · Reino Unido | Olivia Smart · Joseph Buckland · Reino Unido | Lolita Yermak · Alexei Shumski · Ucrânia    |
| Júnior                        |                                                |                                              |                                             |
| Individual masculino detalhes | Andrei Lazukin · Rússia                        | Dmitri Shutkov · Rússia                      | Kévin Aymoz · França                        |
| Individual feminino detalhes  | Elizabet Tursynbayeva · Cazaquistão            | Marina Popov · França                        | Danielle Harrison · Reino Unido             |

## Resultados

### Sênior

#### Individual masculino
| Pos.              | Nome                | Nacionalidade | Pontos | PC         | PL          |
| ----------------- | ------------------- | ------------- | ------ | ---------- | ----------- |
| Medalha de ouro   | Alexander Petrov    | Rússia        | 231.70 | 74.91 (1)  | 156.79 (1)  |
| Medalha de prata  | Artur Dmitriev, Jr. | Rússia        | 201.14 | 74.20 (2)  | 126.94 (3)  |
| Medalha de bronze | Keiji Tanaka        | Japão         | 197.83 | 67.96 (3)  | 129.87 (2)  |
| 4                 | Yoji Tsuboi         | Japão         | 188.83 | 67.10 (4)  | 121.73 (4)  |
| 5                 | Felipe Montoya      | Espanha       | 185.90 | 66.12 (5)  | 119.78 (5)  |
| 6                 | Murad Kurbanov      | Rússia        | 175.81 | 62.36 (7)  | 113.45 (7)  |
| 7                 | Javier Raya         | Espanha       | 173.73 | 54.56 (10) | 119.17 (6)  |
| 8                 | Phillip Harris      | Reino Unido   | 170.49 | 58.91 (8)  | 111.58 (9)  |
| 9                 | Romain Ponsart      | França        | 162.16 | 50.55 (12) | 111.61 (8)  |
| 10                | Martin Rappe        | Alemanha      | 161.80 | 65.93 (6)  | 95.87 (11)  |
| 11                | Justus Strid        | Dinamarca     | 156.42 | 55.32 (9)  | 101.10 (10) |
| 12                | Jui-Shu Chen        | Taipé Chinesa | 139.05 | 50.68 (11) | 88.37 (13)  |
| 13                | Harry Mattick       | Reino Unido   | 136.84 | 42.05 (15) | 94.79 (12)  |
| 14                | Mario Rafaël Ionian | Áustria       | 120.93 | 45.23 (14) | 75.70 (14)  |
| 15                | Conor Stakelum      | Irlanda       | 120.81 | 45.88 (13) | 74.93 (15)  |
| WD                | Ivan Righini        | Itália        | —      | — (WD)     |             |
| WD                | Marcus Björk        | Suécia        | —      | — (WD)     |             |

#### Individual feminino
| Pos.              | Nome                    | Nacionalidade | Pontos | PC         | PL         |
| ----------------- | ----------------------- | ------------- | ------ | ---------- | ---------- |
| Medalha de ouro   | Elizaveta Tuktamysheva  | Rússia        | 186.70 | 65.15 (1)  | 121.55 (1) |
| Medalha de prata  | Miyabi Oba              | Japão         | 155.68 | 46.57 (5)  | 109.11 (2) |
| Medalha de bronze | Isabelle Olsson         | Suécia        | 143.28 | 53.89 (2)  | 89.39 (4)  |
| 4                 | Natalia Popova          | Ucrânia       | 141.62 | 48.77 (4)  | 92.85 (3)  |
| 5                 | Laurine Lecavelier      | França        | 139.77 | 50.91 (3)  | 88.86 (5)  |
| 6                 | Anita Madsen            | Dinamarca     | 125.85 | 44.37 (8)  | 81.48 (6)  |
| 7                 | Alina Beletskaya        | Ucrânia       | 125.14 | 46.26 (6)  | 78.88 (9)  |
| 8                 | Pernille Sorensen       | Dinamarca     | 123.00 | 42.54 (11) | 80.46 (7)  |
| 9                 | Eveline Brunner         | Suíça         | 122.25 | 43.17 (9)  | 79.08 (8)  |
| 10                | Maria Stavitskaia       | Rússia        | 122.18 | 45.84 (7)  | 76.34 (10) |
| 11                | Karly Robertson         | Reino Unido   | 118.99 | 42.98 (10) | 76.01 (11) |
| 12                | Anaïs Ventard           | França        | 114.60 | 40.62 (12) | 73.98 (12) |
| 13                | Tanja Odermatt          | Suíça         | 112.65 | 39.59 (13) | 73.06 (13) |
| 14                | Sandy Hoffmann          | Alemanha      | 106.90 | 37.92 (15) | 68.98 (14) |
| 15                | Sarah Hecken            | Alemanha      | 105.67 | 39.05 (14) | 66.62 (15) |
| 16                | Ilaria Nogaro           | Itália        | 93.40  | 34.10 (16) | 59.30 (16) |
| 17                | Tina Stuerzinger        | Suíça         | 83.88  | 31.04 (18) | 52.84 (17) |
| 18                | Pina Umek               | Eslovênia     | 81.59  | 29.84 (19) | 51.75 (18) |
| WD                | Victoria Hübler         | Áustria       | —      | 17 (33.56) | — (WD)     |
| WD                | Gerli Liinamäe          | Estônia       | —      | — (WD)     |            |
| WD                | Lénaëlle Gilleron-Gorry | França        | —      | — (WD)     |            |
| WD                | Daša Grm                | Eslovênia     | —      | — (WD)     |            |

#### Duplas
| Pos.              | Nome                                 | Nacionalidade | Pontos | PC        | PL         |
| ----------------- | ------------------------------------ | ------------- | ------ | --------- | ---------- |
| Medalha de ouro   | Nicole Della Monica / Matteo Guarise | Itália        | 153.29 | 53.54 (1) | 99.75 (3)  |
| Medalha de prata  | Vera Bazarova / Andrei Deputat       | Rússia        | 152.10 | 47.46 (3) | 104.64 (1) |
| Medalha de bronze | Mari Vartmann / Aaron Van Cleave     | Alemanha      | 151.02 | 48.60 (2) | 102.42 (2) |
| 4                 | Bianca Manacorda / Niccolo Macii     | Itália        | 124.86 | 42.16 (4) | 82.70 (4)  |
| 5                 | Miriam Ziegler / Severin Kiefer      | Áustria       | 114.00 | 39.76 (5) | 74.24 (5)  |

#### Dança no gelo
| Pos.              | Nome                                 | Nacionalidade    | Pontos | PC         | PL         |
| ----------------- | ------------------------------------ | ---------------- | ------ | ---------- | ---------- |
| Medalha de ouro   | Penny Coomes / Nicholas Buckland     | Reino Unido      | 157.08 | 64.85 (1)  | 92.23 (1)  |
| Medalha de prata  | Olivia Smart / Joseph Buckland       | Reino Unido      | 134.00 | 52.25 (2)  | 81.75 (2)  |
| Medalha de bronze | Lolita Yermak / Alexei Shumski       | Ucrânia          | 112.42 | 42.12 (5)  | 70.30 (3)  |
| 4                 | Cecilia Torn / Jussiville Partanen   | Finlândia        | 108.97 | 43.32 (4)  | 65.65 (5)  |
| 5                 | Yura Min / Timothy Koleto            | Coreia do Sul    | 108.88 | 40.04 (6)  | 68.84 (4)  |
| 6                 | Emi Hirai / Marien Dela Asuncion     | Japão            | 108.13 | 43.48 (3)  | 64.65 (6)  |
| 7                 | Péroline Ojardias / Michaël Bramante | França           | 103.57 | 39.80 (7)  | 63.77 (7)  |
| 8                 | Cécile Postiaux / Richard Postiaux   | Bélgica          | 94.85  | 37.99 (8)  | 56.86 (8)  |
| 9                 | Laureline Aubry / Kevin Belingard    | França           | 91.66  | 35.79 (9)  | 55.87 (9)  |
| 10                | Victoria Manni / Benjamin Naggiar    | Itália           | 87.95  | 33.74 (10) | 54.21 (10) |
| 11                | Melanie Altinakisova / Jan Baca      | República Tcheca | 47.31  | 17.17 (11) | 30.14 (11) |

### Júnior

#### Individual masculino júnior
| Pos.              | Nome                | Nacionalidade | Pontos | PC        | PL         |
| ----------------- | ------------------- | ------------- | ------ | --------- | ---------- |
| Medalha de ouro   | Andrei Lazukin      | Rússia        | 184.12 | 71.81 (1) | 112.31 (1) |
| Medalha de prata  | Dmitri Shutkov      | Rússia        | 158.45 | 50.95 (3) | 107.50 (3) |
| Medalha de bronze | Kévin Aymoz         | França        | 155.33 | 44.22 (5) | 111.11 (2) |
| 4                 | Daniel Naurits      | França        | 149.99 | 60.89 (2) | 89.10 (4)  |
| 5                 | Nicola Todeschini   | Suíça         | 133.93 | 49.23 (4) | 84.70 (5)  |
| 6                 | Arthur Ribes        | França        | 121.57 | 42.38 (6) | 79.19 (6)  |
| WD                | Simon Gabriel Ionan | Áustria       | —      | — (WD)    |            |
| WD                | Vincent Cuerel      | Suíça         | —      | — (WD)    |            |

#### Individual feminino júnior
| Pos.              | Nome                   | Nacionalidade | Pontos | PC         | PL         |
| ----------------- | ---------------------- | ------------- | ------ | ---------- | ---------- |
| Medalha de ouro   | Elizabet Tursynbayeva  | Cazaquistão   | 155.02 | 46.81 (1)  | 108.21 (1) |
| Medalha de prata  | Marina Popov           | França        | 126.49 | 43.09 (5)  | 83.40 (2)  |
| Medalha de bronze | Danielle Harrison      | Reino Unido   | 126.09 | 45.65 (2)  | 80.44 (3)  |
| 4                 | Léa Serna              | França        | 122.85 | 43.12 (4)  | 79.73 (4)  |
| 5                 | Josefin Tajegard       | Suécia        | 115.05 | 40.71 (7)  | 74.34 (5)  |
| 6                 | Julie Froetscher       | França        | 110.76 | 41.30 (6)  | 69.46 (6)  |
| 7                 | Nadjma Mahamoud        | França        | 103.43 | 43.31 (3)  | 60.12 (11) |
| 8                 | Alizée Crozet          | França        | 101.33 | 36.83 (9)  | 64.50 (9)  |
| 9                 | Cassandra Perotin      | França        | 101.22 | 35.88 (10) | 65.34 (8)  |
| 10                | Samantha Cabiles       | Filipinas     | 98.01  | 35.04 (12) | 62.97 (10) |
| 11                | Mathilde Giannoca      | Suíça         | 96.66  | 37.30 (8)  | 59.36 (12) |
| 12                | Kalina Lewicka         | Alemanha      | 96.25  | 29.07 (16) | 67.18 (7)  |
| 13                | Annika Hocke           | Alemanha      | 93.23  | 35.09 (11) | 58.14 (13) |
| 14                | Charlotte Vandersarren | Bélgica       | 81.68  | 30.61 (14) | 51.07 (15) |
| 15                | Natacha Lagouge        | França        | 81.42  | 32.81 (13) | 48.61 (16) |
| 16                | Chlara Thiele          | Alemanha      | 81.03  | 26.73 (17) | 54.30 (14) |
| 17                | Miriam Abdulkarimova   | Ucrânia       | 77.97  | 30.36 (15) | 47.61 (17) |

## Quadro de medalhas
Sênior
| Ordem | País        | Medalha de ouro | Medalha de prata | Medalha de bronze |    | Ordem por total |
| ----- | ----------- | --------------- | ---------------- | ----------------- | -- | --------------- |
| 1     | Rússia      | 2               | 2                |                   | 4  | 1               |
| 2     | Reino Unido | 1               | 1                |                   | 2  | 2               |
| 3     | Itália      | 1               |                  |                   | 1  | 4               |
| 4     | Japão       |                 | 1                | 1                 | 2  | 2               |
| 5     | Alemanha    |                 |                  | 1                 | 1  | 4               |
| 5     | Suécia      |                 |                  | 1                 | 1  | 4               |
| 5     | Ucrânia     |                 |                  | 1                 | 1  | 4               |
| TOTAL | TOTAL       | 4               | 4                | 4                 | 12 | —               |

Geral
| Ordem | País        | Medalha de ouro | Medalha de prata | Medalha de bronze |    | Ordem por total |
| ----- | ----------- | --------------- | ---------------- | ----------------- | -- | --------------- |
| 1     | Rússia      | 3               | 3                |                   | 6  | 1               |
| 2     | Reino Unido | 1               | 1                | 1                 | 3  | 2               |
| 3     | Cazaquistão | 1               |                  |                   | 1  | 5               |
| 3     | Itália      | 1               |                  |                   | 1  | 5               |
| 5     | França      |                 | 1                | 1                 | 2  | 3               |
| 5     | Japão       |                 | 1                | 1                 | 2  | 3               |
| 7     | Alemanha    |                 |                  | 1                 | 1  | 5               |
| 7     | Suécia      |                 |                  | 1                 | 1  | 5               |
| 7     | Ucrânia     |                 |                  | 1                 | 1  | 5               |
| TOTAL | TOTAL       | 6               | 6                | 6                 | 18 | —               |